# Helioceratops
Helioceratops ("slunečná rohatá tvář") byl rod dávno vyhynulého neoceratopsiana (rohatého dinosaura), žijícího v období přelomu spodní a svrchní křídy na území dnešní severovýchodní Číny (provincie Ťi-lin). Typový druh H. brachygnathus byl formálně popsán v roce 2009. Tento malý rohatý dinosaurus dosahoval délky asi 1,3 metru a hmotnosti kolem 20 kg.